# Резолюция 272 на Съвета за сигурност на ООН
Резолюция 272 на Съвета за сигурност на ООН е приета на 3 октомври 1969 г. по повод предстоящото обсъждане на изменения в Статута на Международния съд, включено в програмата на XXIV сесия на Общото събрание на ООН.
Като припомня правото си, предоставено му от чл. 69 на Статута на Международния съд, да отправя препоръки към Общото събрание за приемане на положения, отнасящи се до участието в процеса на изменение на Статута на Международния съд на държави, които са страни по Статута на Международния съд, но не са членове на ООН, Съветът за сигурност препоръчва на Общото събрание такива държави да участват в процеса на изменение на Статута на съда с правомощията на държави членки на ООН, а направените изменения в Статута да влязат в сила, ако поне две трети от държавите – страни по статута, са гласували в тяхна подкрепа и ако са ратифицирани май-малко от две трети от тези страни.
Резолюция 272 е приета от Съвета за сигурност, без да бъде подложена на гласуване.